# Tecún Umán

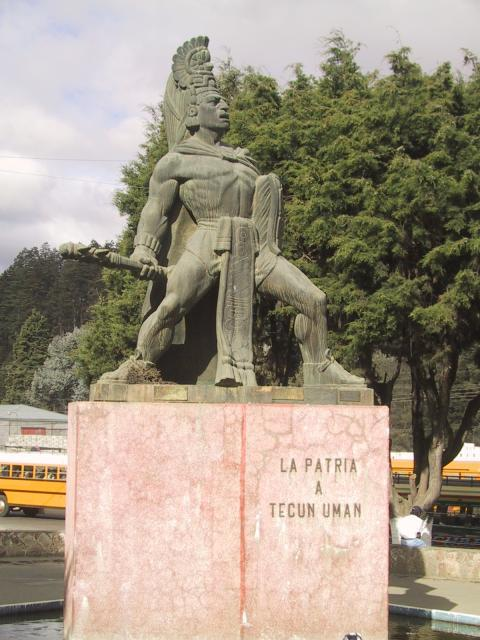
Tecún Umán

Tecún Umán (1500? - 20 februari 1524) was de laatste heerser van de K'iche' Maya. Men neemt aan dat hij zijn einde vond door toedoen van de Spaanse Conquistador Pedro de Alvarado. Tecún Umán geldt als de nationale held van Guatemala; de stad Ciudad Tecún Umán is naar hem genoemd en hij stond op de biljetten van een halve Guatemalteekse quetzal.